# Travelling (Roxette)
Travelling è un album del duo pop svedese Roxette, pubblicato nel 2012.

## Descrizione
Travelling, pubblicato ufficialmente il 26 marzo 2012, è il nono album registrato dal duo pop Roxette.
Oltre ad avere alcuni inediti come Touched by The Hand of God, outtake dall'album Charm School, ha alcuni brani rivisitati come Perfect Excuse, pubblicato originariamente nell'album Party Crasher di Per Gessle, ed esecuzioni anche dal vivo di alcuni brani del passato, come il Soundcheck di Stars, registrato a Dubai, ed una versione con elementi orchestrali di It Must Have Been Love, dal "the Night of The Proms" di Rotterdam.

## Singoli
Dal 2 marzo 2012 It's Possible anticipa l'uscita del nuovo album, sia in radio e come singolo digitale.
Il video di "It's Possible" è stato disponibile invece dal 29 marzo 2012, e come première sia in Germania che in Austria attraverso MyVideo.
In Svezia, sempre il 29 marzo 2012, Roxette rilascia una breve intervista in esclusiva per Nyhetsmorgon, su tv4 .
Nella prima settimana dalla sua pubblicazione in digitale, l'album Travelling è nella Top 10 di Svezia (#3), Finlandia (#6) e Germania (#9), nella classifica degli album più venduti su iTunes .

## Tracce
CD
1. Me & You & Terry & Julie 3:46
2. Lover, Lover, Lover - 4:00
3. Turn of the Tide - 4:11
4. Touched by the Hand of God - 3:48
5. Easy Way Out - 3:38
6. It's Possible [Version #1] - 2:38
7. Perfect Excuse - 3:41
8. Excuse Me, Sir, Do You Want Me to Check on Your Wife? - 4:15
9. Angel Passing - 2:47
10. Stars [Soundcheck: Dubai, May 20 2011] - 3:36
11. The Weight of the World [Vocal Up Mix] - 2:52
12. She's Got Nothing On (But the Radio) [Live in Rio De Janeiro, April 16 2011] - 4:41
13. See Me [New Version] - 3:49
14. It's Possible [Version #2] - 2:45
15. It Must Have Been Love [Night of the Proms, Rotterdam 2009] - 4:18

Traccia bonus nell'edizione iTunes
1. Lover, Lover, Lover [Tits & Ass Demo, 10 August 2011] - 3:00

## Tour
Il tour che segue la pubblicazione dell'album Charm School, continua con l'uscita del nuovo album Travelling.
A marzo 2012 Roxette fa tappa in Asia, tra Indonesia, Singapore, Hong Kong, Taiwan e Cina.
Tra aprile e maggio, il tour è continuato in Sud America, tra Venezuela, Ecuador, Perù, Argentina, Cile e Brasile.
Nei primi giorni di giugno 2012 Roxette ha continuato il tour con altre date in Sudafrica, questa volta tra Johannesburg, Durban e Città del Capo. Dopo la partecipazione al "Peace & Love Festival", in Svezia, nel mese di giugno Roxette ha continuato in Europa, con una data nei Paesi Bassi (Amsterdam), e un'altra tappa in Germania (Kaiserslautern).
Nel mese di luglio 2012, il tour europeo è continuato anche nel Regno Unito, in Scozia, a Glasgow, e in Inghilterra, a Manchester.
Il tour si prolungherà anche negli Stati Uniti ed in Canada, tra agosto e settembre 2012. Un'ulteriore data anche in Messico.